# Clube Desportivo da Lunda Sul
Actualités
Dernière mise à jour : 10 décembre 2024.
Le Clube Desportivo da Lunda Sul est un club de football angolais basé à Saurimo dans la province de Lunda-Sud.

## Histoire
Lorsqu'en 2019 le Saurimo FC est relégué de la première division, puis arrête son activité un nouveau club est créé dans la ville de Saurimo avec l'aide de la compagnie minière Catoca, il est fondé en novembre 2020. En 2020-2021 le CD Lunda Sul termine à la première place de son groupe en deuxième division et est promu en Girabola en fin de saison, après deux ans d'absence le club sucesseur fait son retour en première division.
Pour sa première saison en Girabola le CD Lunda Sul termine à une place de la relégation, lors de la saison 2023-2024 il termine à la troisième place et se qualifie pour la Coupe de la confédération 2024-2025. Lors du premier tour, Lunda Sul élimine le représentant de Madagascar grâce au but marqué à l'extérieur, et récidivera au tour suivant contre les Africains du sud de Sekhukhune toujours grâce au but marqué à l'extérieur. Le CD Lunda Sul se qualifie ainsi pour la phase de groupe.